# ثقب أسود مشحون
الثقب الأسود المشحون هو ثقب أسود يملك شحنة كهربائية. نظرًا لأن التنافر الكهرومغناطيسي في ضغط كتلة مشحونة بالكهرباء أكبر من قوة الجاذبية بشكل كبير (بحوالي 40 مرة من حيث المقدار)، فمن غير المتوقع أن تتشكل الثقوب السوداء ذات شحنة كهربائية كبيرة بشكل طبيعي.

## تصنيفات
الثقب الأسود المشحون هو واحد من ثلاثة أنواع ممكنة من الثقوب السوداء التي يمكن أن توجد في نظرية آينشتاين للجاذبية والنسبية العامة. يمكن تمييز الثقب الأسود بثلاثة (وفقط ثلاثة) صفات :
- M - كتلة.
- J - زخم زاوي.
- Q - شحنة كهربائية

| نوع الثقب الأسود | الوصف                                    | القيود | القيود |
| ---------------- | ---------------------------------------- | ------ | ------ |
| شوارزشيلد        | ليس لديه نزخم زاوي أو شحنة كهربائية      | J = 0  | Q = 0  |
| كير              | لديه زخم زاوي لكن ليس لديه شحنه كهربائية |        | Q = 0  |
| رايسنر-نوردستروم | ليس لديه زخم زاوي لكن لديه شحنة كهربائية | J = 0  |        |
| كير -نيومان      | لديه زخم زاوي وشحنة كهربائية             |        |        |

تم الحصول على حلول معادلة آينشتاين للمجال لحقل الجاذبية لكتلة نقطة مشحونة كهربائياً (مع زخم صفري زاوي) في مساحة فارغة في عام 1918 من قبل هانز ريسنر وغونار نوردستروم، بعد وقت قصير من تأسيس كارل شفارتسشيلد ل مصفوفة شوارزشيلد كحل ل نقطة كتلة دون شحنة كهربائية وزخم زاوي.